# Poppler (software)
Poppler es una biblioteca de software libre para generar documentos pdf que se usa comúnmente en sistemas Linux, y por los visores de PDF de los entornos de escritorio de código abierto GNOME y KDE. Su desarrollo es mantenido por freedesktop.org. 
El proyecto fue iniciado por Kristian Høgsberg con dos objetivos: proporcionar la funcionalidad de renderizado de PDF como una biblioteca compartida para centralizar el esfuerzo de mantenimiento e ir más allá de los objetivos de Xpdf e integrarlo con la funcionalidad proporcionada por los sistemas operativos modernos.
A partir del lanzamiento de la versión 0.18, en 2011, la biblioteca Poppler constituye una implementación completa de ISO 32000-1, el estándar de formato PDF, y es la primera biblioteca PDF gratuita importante que admite sus formularios (solo Acroforms pero no formularios XFA completos [5] [6]) y características de anotaciones.
Poppler es utilizado por muchos programas pdf incluyendo KPDF y muestra y puede incluso usarse como backend de Xpdf. Muchos otros programas también   utilizan poppler, como KOffice.
El nombre viene de los popplers en la serie animada Futurama de la televisión en el episodio “el problema con Popplers”.

## Lectores de PDF que usan Poppler
| Nombre      | URL | Frontend        |
| ----------- | --- | --------------- |
| Okular      | http://okular.kde.org/ | Qt              |
| Evince      | http://www.gnome.org/projects/evince/ | GTK+            |
| PopplerKit  | http://svn.gna.org/viewcvs/gsimageapps/trunk/Frameworks/PopplerKit/ (enlace roto disponible en Internet Archive; véase el historial, la primera versión y la última). | GNUstep / Cocoa |
| Vindaloo    | https://web.archive.org/web/20160130145938/http://svn.gna.org/viewcvs/gsimageapps/trunk/Applications/Vindaloo/                                                        | PopplerKit      |
| Sumatra PDF | http://blog.kowalczyk.info/software/sumatrapdf/ |                 |
| ePDFView    | https://web.archive.org/web/20080410023445/http://trac.emma-soft.com/epdfview/                                                                                        | GTK+            |